# Montaudin
Montaudin település Franciaországban, Mayenne megyében. Lakosainak száma 883 fő (2022. január 1.). Montaudin Saint-Mars-sur-la-Futaie, Carelles, Larchamp, Saint-Berthevin-la-Tannière, Saint-Denis-de-Gastines és Saint-Ellier-du-Maine községekkel határos.

## Népesség
A település népességének változása:
| Lakosok száma | 1060 | 1009 | 938  | 912  | 896  | 903  | 908  | 912  | 903  | 883  |
|               | 1968 | 1982 | 1990 | 2006 | 2013 | 2015 | 2017 | 2019 | 2020 | 2022 |